# Distretto municipale di Mamprusi Est
Il distretto municipale di Mamprusi Est (ufficialmente East Mamprusi Municipal District, in inglese) è un distretto della Regione Nord Est del Ghana.